# Dioscorea ovata
Dioscorea ovata é uma trepadeira da família Dioscoreaceae, gênero dioscorea.